# Ґомті
Ґомті або Ґоматі (гінді गोमती, Gomtī) — річка в Індії, ліва притока Гангу. В індуїстській міфології річка вважається дочкою мудреця Васістхи, а купання в ній на свято Екадаші, як вважається, змиває гріхи.
| Індія | Це незавершена стаття з географії Індії. Ви можете допомогти проєкту, виправивши або дописавши її. |